# Pedra verde

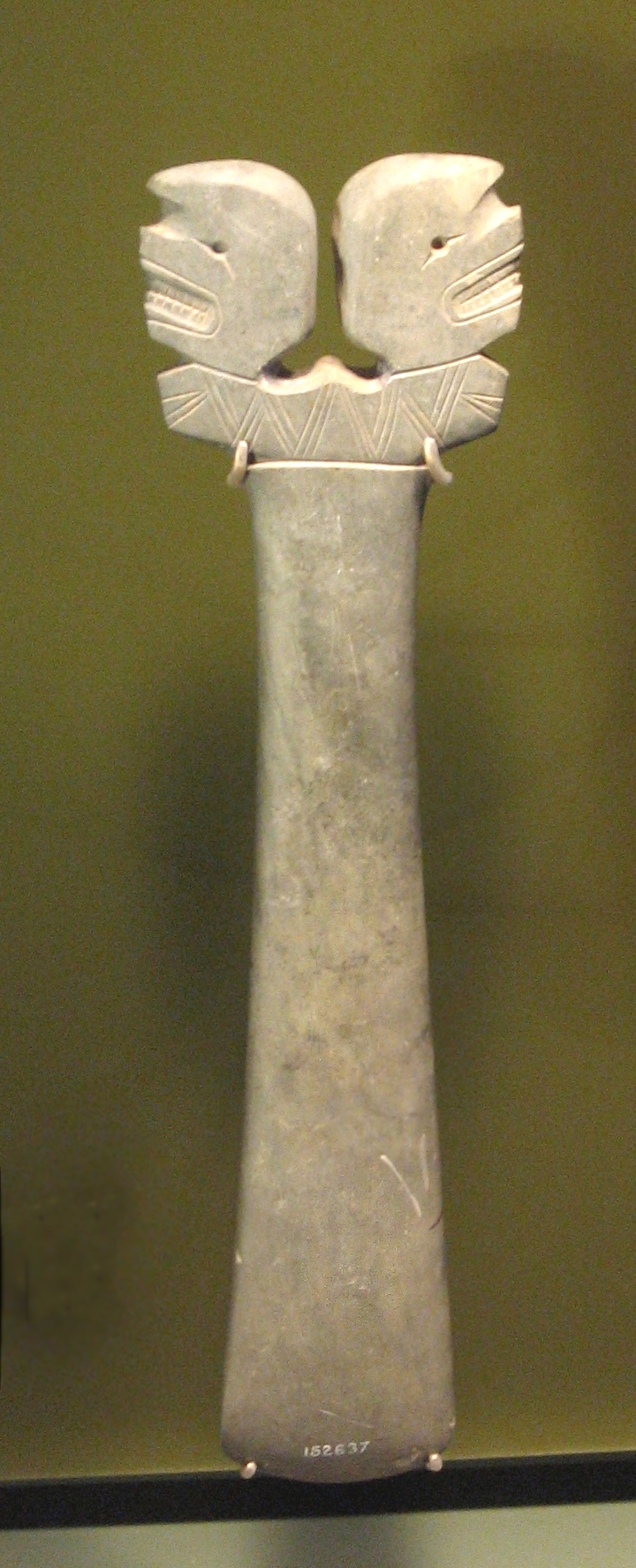
Bastão de pedra verde, 1550 - 1600, da cultura tairona da actual Colômbia.

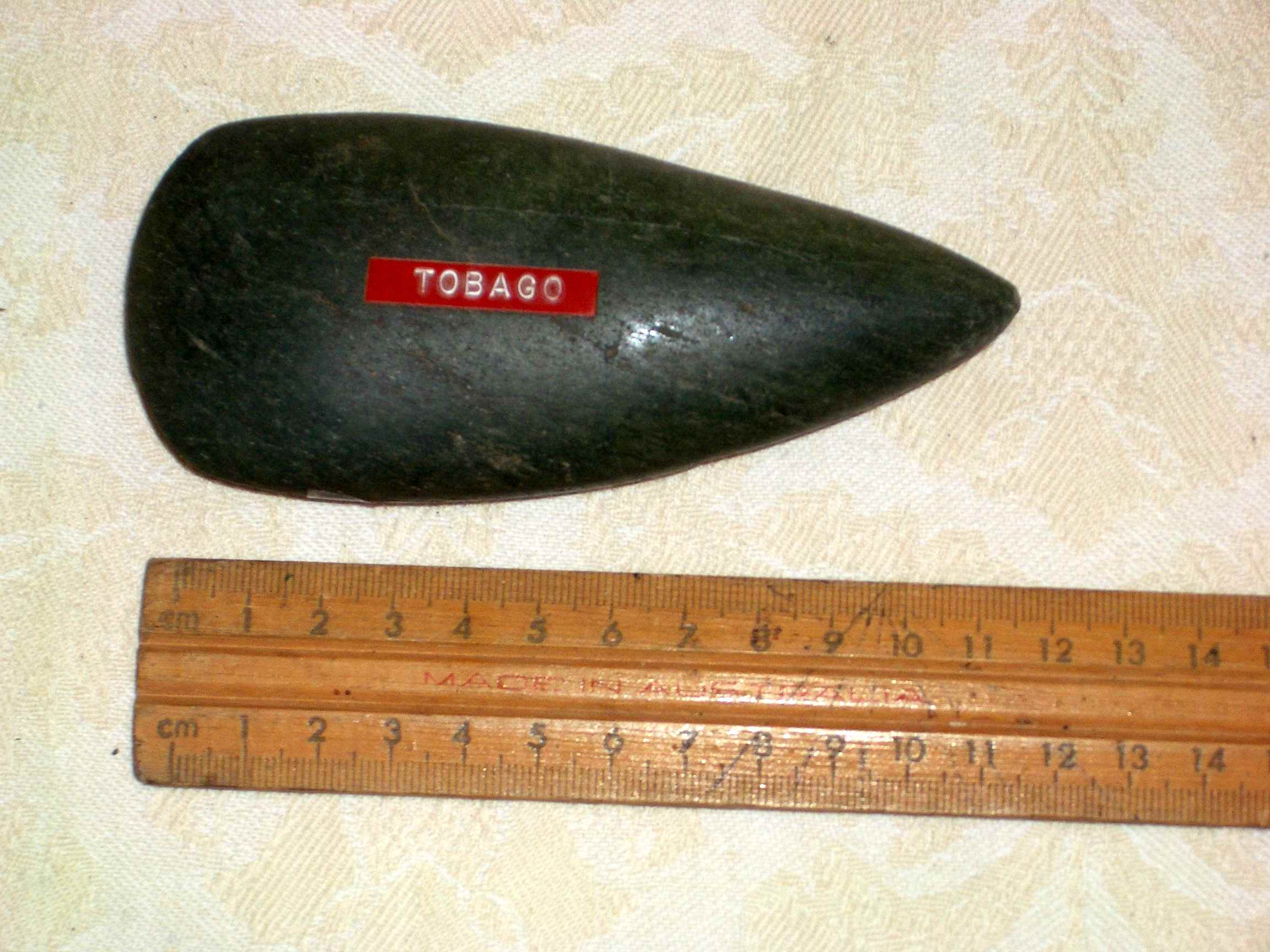
Machado cerimonial em jade de Tobago

Pedra verde é uma termo genérico para minerais e rochas ígneas metamorfizadas, esverdeados e valiosos, que eram utilizados por culturas antigas na elaboração de joalharia, estatuetas, ferramentas rituais, e vários outros artefactos. Os artefactos de pedra verde podem ser feitos de xisto verde, clorastrolite, serpentina, onfacite, crisoprase, olivina, nefrite, cloromelanite, entre outros. O termo abrange também o jade e jadetito, embora estes sejam mais frequentemente identificados por estas últimas designações.
Estes materiais esverdeados foram presumivelmente seleccionados pela sua cor e não pela sua composição química. Assim, em arqueologia, a existência de um termo de aplicação vaga é pelo menos parcialmente influenciada pela observação de que as culturas antigas muitas vezes usavam e consideravam estes vários materiais esverdeados como intercambiáveis.
O tom esverdeado destas pedras deriva geralmente da presença de minerais como a clorite, horneblenda ou epídoto.
A China Antiga e a Mesoamérica são particularmente conhecidas pela prevalência e significância do uso de pedra verde (sobretudo jade). As pedras verdes também ocupam lugar de destaque nas culturas indígenas do sudeste da Austrália e entre os maoris da Nova Zelândia.